# 여일밴드
여일밴드는 대한민국의 1인 밴드다. 원래 3인조였으나 유건우와 조한결의 탈퇴로 1인 그룹이 되었다.

## 멤버

### 정휘겸
- 1993년 6월 15일 출생
- 4인조 밴드 기프트 드러머
- 포커스 : Folk Us (2020) - 준우승
- 2017년 올댓뮤직X인디스땅스 우승
- 2016년 아시안비트 그랜드파이널 대상
- 2016년 야마하 어쿠스타 코리아파이널 대상

## 전 멤버

### 조한결
- 1994년 12월 5일 경기도 하남 출생
- 2014년 탈퇴
- 3인조 밴드 비온 보컬 & 기타리스트
- 2015년 야마하 아시안비트 그랜드파이널 대상
- 2015년 야마하 어쿠스타 우승
- 2019년 솔로 데뷔

### 유건우
- 1994년 9월 18일 서울 출생

## 방송
- 스타 오디션 위대한 탄생 3 (2012) - Top16

## 음반
- '위대한 탄생 3' 멘토 서바이벌 Part.3 (용감한 형제 편) (2013)
- 너의 뒤엔 내가 (2014)
- You're My Gift (2014)